# Denis DeJordy
Joseph Denis Emile DeJordy, född 15 november 1938, är en kanadensisk före detta professionell ishockeymålvakt som tillbringade elva säsonger i den nordamerikanska ishockeyligan National Hockey League (NHL), där han spelade för Chicago Black Hawks, Los Angeles Kings, Montreal Canadiens och Detroit Red Wings. Han släppte in i genomsnitt 3,13 mål per match och hade 15 nollor (match utan insläppt mål) på 316 grundspelsmatcher.
DeJordy spelade också på lägre nivåer för Buffalo Bisons och Baltimore Clippers i American Hockey League (AHL), St. Louis Braves, Dallas Black Hawks och Fort Worth Wings i Central Professional Hockey League (CPHL)/Central Hockey League (CHL) och St. Catharines Teepees i Ontario Hockey Association (OHA-Jr.).
Han vann Stanley Cup med Black Hawks för säsongen 1960–1961 och en Vézina Trophy tillsammans med lagkamraten Glenn Hall som bästa målvaktsduo för säsongen 1966–1967.